# Eublefarins
Els eublefarins (Eublepharinae) són una subfamília de sauròpsids (rèptils) escatosos de la família dels eublefàrids. Inclou 27 espècies en cinc gèneres. En particular, els peus no tenen les modificacions que permeten a la majoria dels gecònids pujar per superfícies verticcals. A diferència d'altres dragons, també tenen parpelles mòbils.
Són llangardaixos nocturns, sovint s'alimenten dels insectes i altres invertebrats. Posen un parell d'ous per niuada i, almenys en algunes espècies, el sexe dels joves està determinat per la temperatura d'incubació, com en els cocodrils.

## Taxonomia
Existeixen 5 gèneres:
- Coleonyx (7 espècies)
- Eublepharis (5 espècies)
- Goniurosaurus (11 espècies)
- Hemitheconyx (2 espècies)
- Holodactylus (2 espècies)